# Beyin
Beyin est un village dans le district de Jomoro, un district de la région de l'Ouest du Ghana. Beyin est la ville sur laquelle se situe le fort Apollonia.